# Прапор Антверпену (провінції)
Прапор провінції Антверпен містить 24 квадрати: вісім червоних, шість білих, шість жовтих і чотири синіх.

## Символізм
Кольори прапора провінції походять від кольорів міст Антверпен (червоний і білий), Мехелен (жовтий і червоний) і Тюрнхаут (білий і синій). Це найвидатніші міста провінції та столиці трьох округів Антверпена.

Прапор Антверпена (міста)
Прапор Мехелена
Прапор Тюрнхаута

## Дизайн
Прапор складається з 24 квадратів, розташованих у чотири ряди та шість колон; тому співвідношення сторін 2:3.
Зона вгорі ліворуч червона, як і прапор Північного Брабанту. Кожна грань має той самий колір, що й верхня ліва та нижня права грані, створюючи діагональні ряди граней одного кольору. Кольори міста Антверпен формують середні ряди і таким чином виражають видатне становище цього міста; Кольори Мехелена та Тюрнхаута відповідно розміщені назовні.

Прапор нідерландської провінції Північний Брабант

## Історія

Прапор Антверпену (1928–1996)

Прапор був прийнятий провінційною радою Антверпена 18 жовтня 1996 року та затверджений урядом Фландрії 7 січня 1997 року.
Прапор картатий, що відсилає до брабантської традиції картатих прапорів. Прапор нідерландської провінції Північний Брабант має такий же дизайн, але складається лише з двох кольорів: червоного та білого. Ці два кольори з’явилися на штандартах, прапорах і вимпелах Брабанту з моменту проголошення Левенського графства під час Лотарингії. Брабантське герцогство прийняло ці кольори. Протягом Середньовіччя та наступних століть червоний і білий будуть широко використовуватися. Зокрема, на кораблях в порту Антверпена майоріли червоно-білі прапори. Як згадувалося, кольори міста Антверпен все ще червоно-білі, і це «центральні» кольори на прапорі провінції.

До прийняття нинішнього прапора провінційний прапор був вертикальним триколором жовтого, червоного та білого кольорів. Цей прапор було офіційно введено в експлуатацію 26 жовтня 1928 року за порадою Ради дворянства, але насправді він ніколи не був прийнятий, частково через відсутність кольорів Тюрнхаута. З часом цей прапор був забутий, хоча він був офіційним прапором до 1997 року.

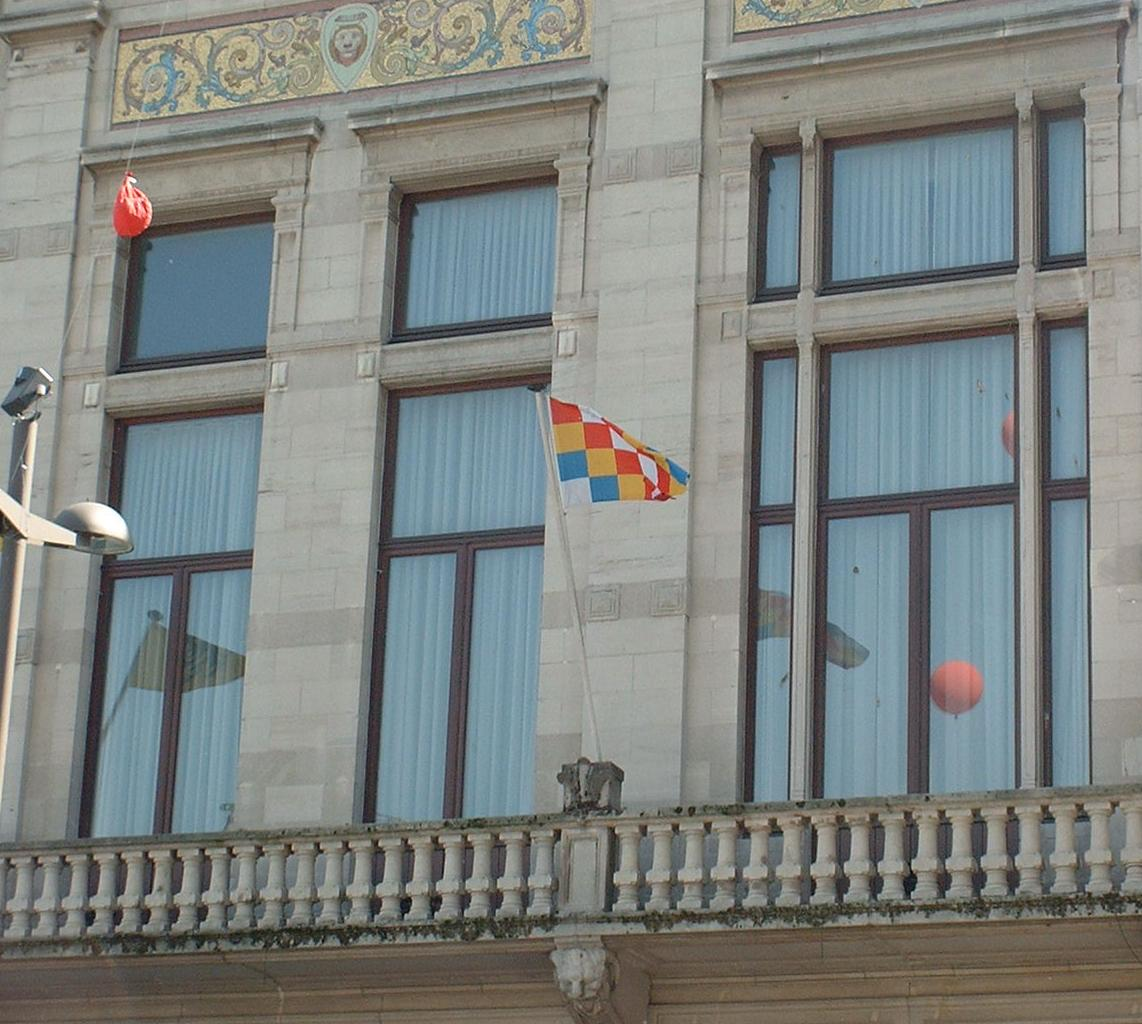
Прапор Антверпену на Koningin Astidplein (місто Антверпен)
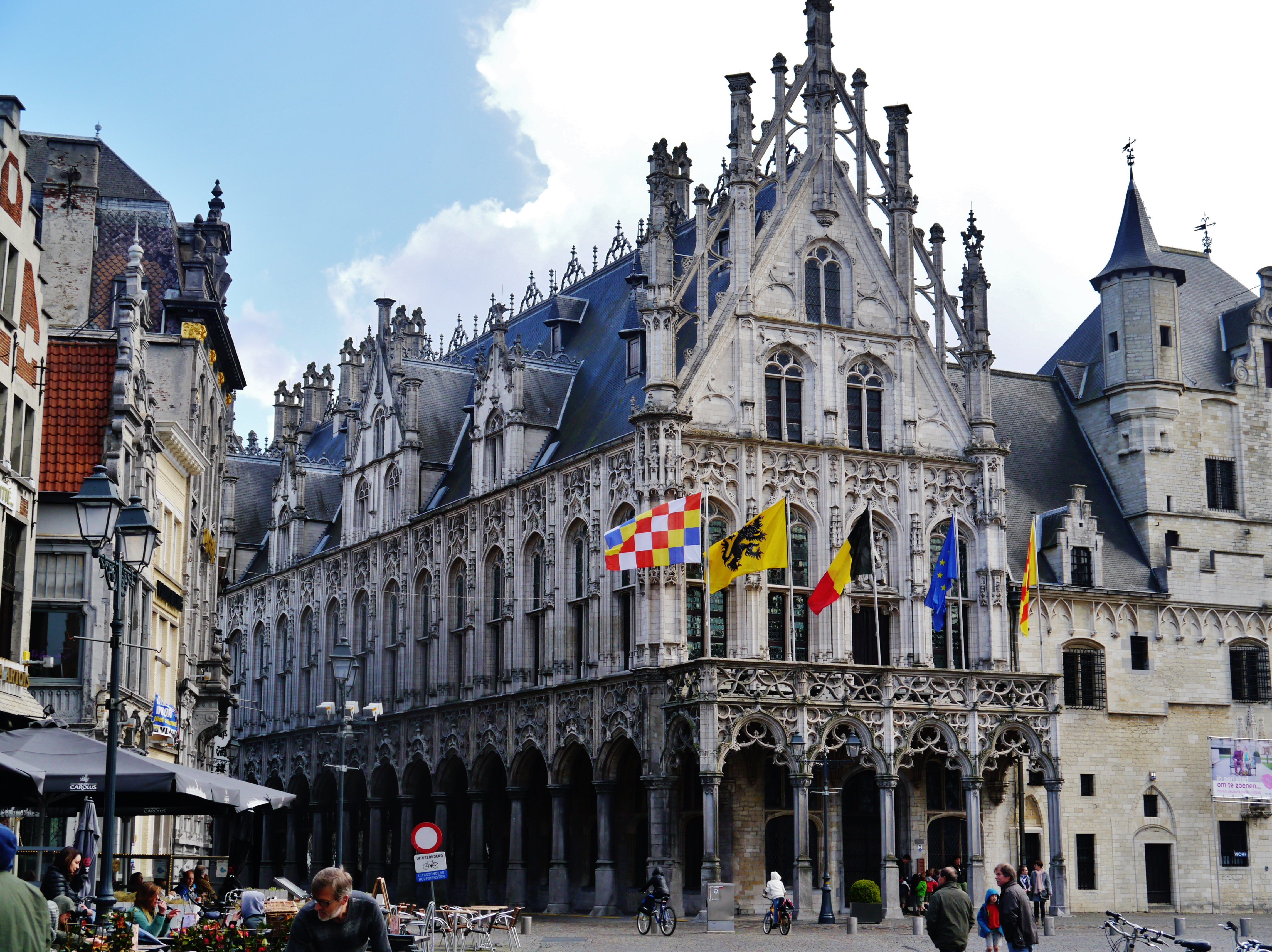
Прапор Антверпену
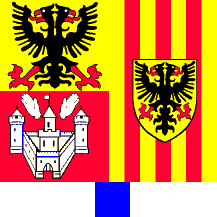
Старий неофіційний гербовий банер
Прапор губернатора Антверпену